# 郑连山
郑连山（？—？），荥阳郡开封县（今河南省开封市祥符区）人，曹魏将作大匠郑浑的八世孙，后燕太常卿郑豁的曾孙，郑晔与其妻长乐潘氏的第五子，北魏时期的人物，荥阳郑氏北祖第五房始祖。

## 生平
郑连山先是被朝廷征召出任中书郎，又被征召出任谏大夫，都没去上任。郑连山与四个哥哥郑白驎、郑小白、郑洞林、郑叔夜粗鲁有志气，同时仗着自己是位高权重的家族，多做不循礼法的事，同乡人痛恨他们就像对待仇敌一样。郑连山个性严酷暴虐，鞭打家中的家童和仆人，其残酷超过做人的道德规范。郑连山后来与儿子同时为家奴害死，头被弄断扔进马槽下，家奴骑马向北逃走。郑连山的第二子郑思明骁勇擅长骑射，披头散发率领村兵骑马迅速追赶，一直追赶到黄河。家奴乘马投入河水中，郑思明阻止跟从的人放箭，自己亲自射出一箭并射中，家奴从马上落下来掉入水流中，众人将家奴捉拿捆绑至郑连山家中，将他斩成肉酱。

## 家庭

### 兄弟姐妹
- 郑白驎
- 郑小白，北魏中书博士
- 郑洞林
- 郑叔夜
- 郑羲，北魏安东将军、秘书监、南阳文灵公
- 郑氏，嫁刘宋豫州刺史韦肃
- 郑氏，嫁北魏建武将军、东兖州刺史、始丰懿侯李璨

### 儿子
- 郑思明，北魏直阁将军
- 郑思和，北魏太尉中兵参军
- 郑季长，北魏太学博士